# Фрейзър (плато)
Фрейзър (на английски: Fraser Plateau) е междупланинско лавово плато в западната част на Канада, в провинции Британска Колумбия, част от обширното Вътрешно плато на Северноамериканските Кордилери, с дължина от запад на изток 276 km, ширина до 210 km и площ 34 403 km². На запад е ограничено от Крайбрежните планини, на изток от долината на река Фрейзър, а на север и юг съответно от десните ѝ притоци Нечако и Чилкутин. Средната му надморска височина варира от 600 до 1800 m, а някои островни вулканични планини до 2495 m, връх Цицутъл. Повърхността му е хълмиста, препокрита от ледникови наслаги. Климатът е умерен, засушлив. В речните долини растителността е степна, а на самото плато – лесостепна. Има сравнително добре развито земеделие (зърнени храни, пасища).